# Красная куропатка

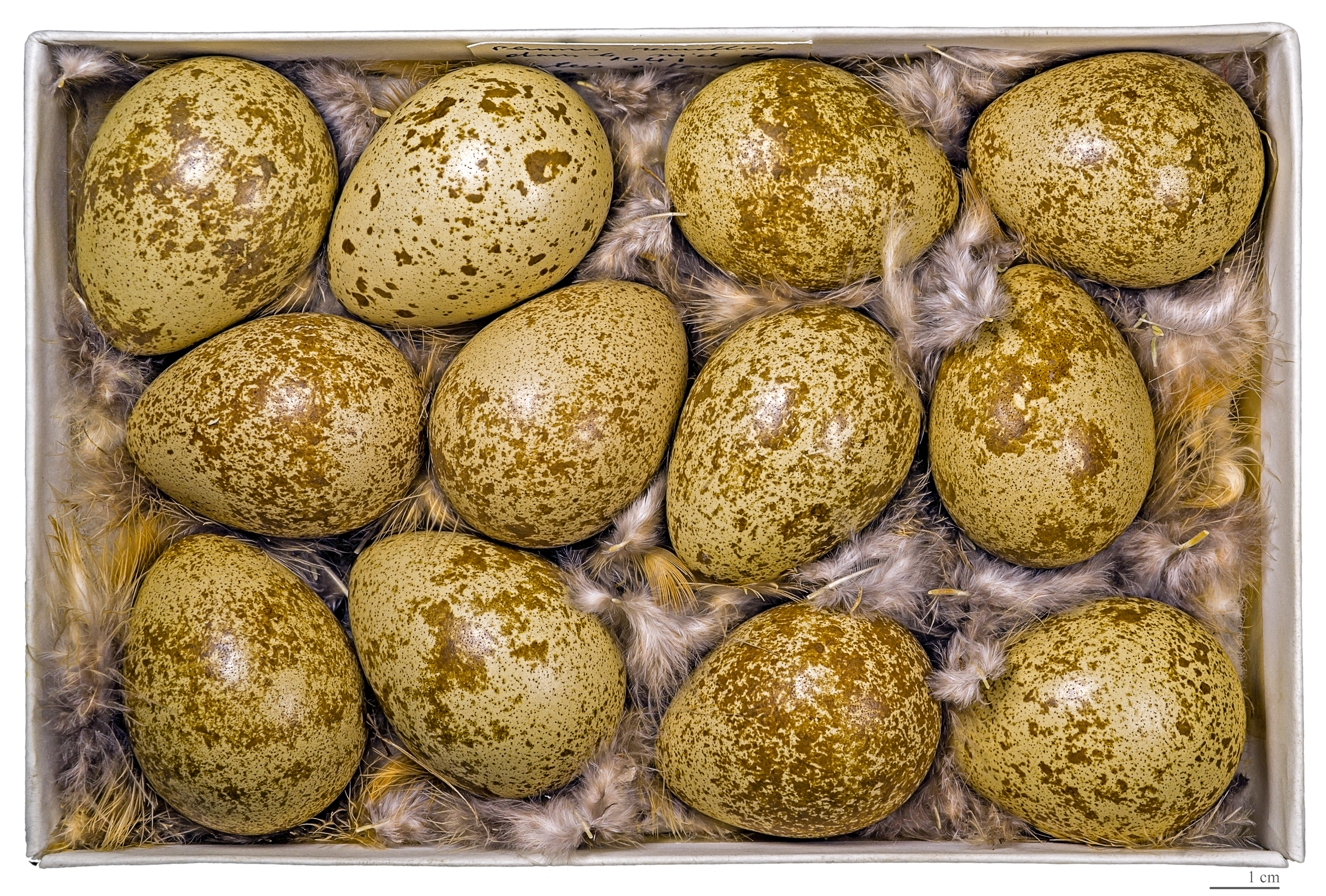
Alectoris rufa rufa - Тулузский музеум

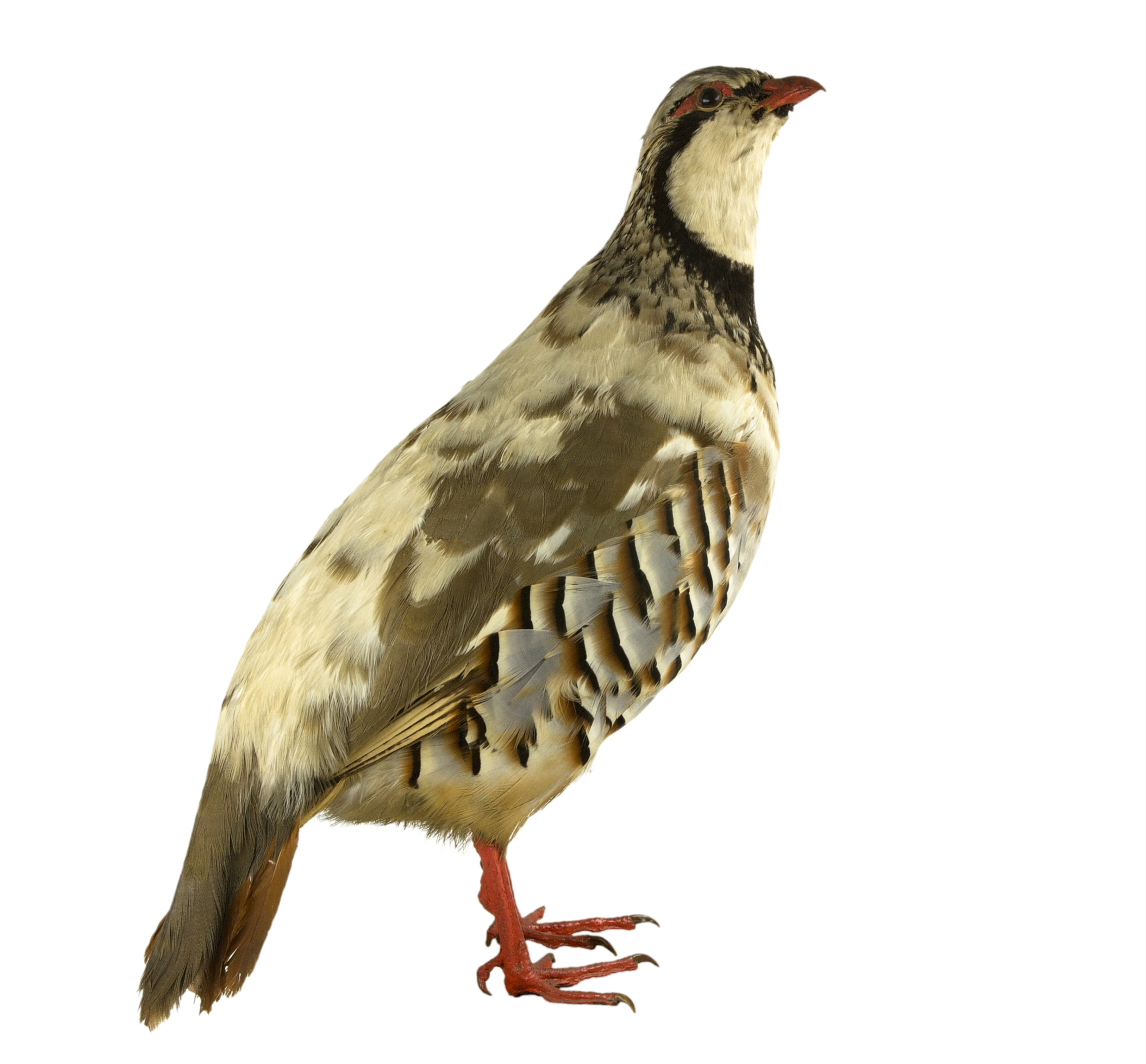
Alectoris rufa - Тулузский музеум

Кра́сная куропа́тка (лат. Alectoris rufa) — птица семейства фазановых.

## Описание
Красная куропатка очень похожа на европейского кеклика. Только верх головы и спина коричневого, а не серого цвета. Белое пятно на горле меньше. Полоса на груди, которая окаймляет пятно на горле, не такое отчётливое как у европейского кеклика. Она переходит в чёрные пестрины. Кроме того, у взлетающих красных куропаток заметны яркие огненно-красные перья хвоста.
Красная куропатка имеет ряд призывов, имеющих социальную функцию. Призывы «че» или «цет-псиэ-ток» могут повторяться длительное время. Пение самцов слышно на расстоянии более нескольких сотен метров. Оно начинается с «вэт-вэт» и медленно повышается до «тек-тек» или «ток-ток». Апогей песни — это комбинация элементов звуков «ток-ток» с карканьем. Характерным окончанием песни является «ток-ток-корэрэрэ-корэрэ».

## Распространение
Сегодня красную куропатку можно встретить на Иберийском полуострове, в южной Франции и в северо-западной Италии. Птица была завезена на Азорские острова, о. Гран-Канария, Мадейру, Балеарские острова и Корсику. В Великобританию красная куропатка была завезена в 1770 году, с тех пор на юге и в центральной части страны она является ценной охотничьей дичью. После того, как азиатский кеклик также был завезён в страну, появились гибриды с местными популяциями красной куропатки. 
В пределах своего ареала различают 3 подвида.
Красная куропатка обитает на юге своего ареала вплоть до высоты 2 000 м над уровнем моря, предпочитая ровные ландшафты.